# Afrixalus knysnae
Afrixalus knysnae är en groddjursart som först beskrevs av Arthur Loveridge 1954.  Afrixalus knysnae ingår i släktet Afrixalus och familjen gräsgrodor. IUCN kategoriserar arten globalt som starkt hotad. Inga underarter finns listade i Catalogue of Life.